# Aphonomorphus tobago
Aphonomorphus tobago är en insektsart som beskrevs av Otte, D. och Perez-gelabert 2009. Aphonomorphus tobago ingår i släktet Aphonomorphus och familjen syrsor. Inga underarter finns listade i Catalogue of Life.